# Obafemi Owode
Obafemi Owode est une zone de gouvernement local de l'État d'Ogun au Nigeria,.

## Source
- (en) Cet article est partiellement ou en totalité issu de l’article de Wikipédia en anglais intitulé « Obafemi Owode » (voir la liste des auteurs).